# آنبان

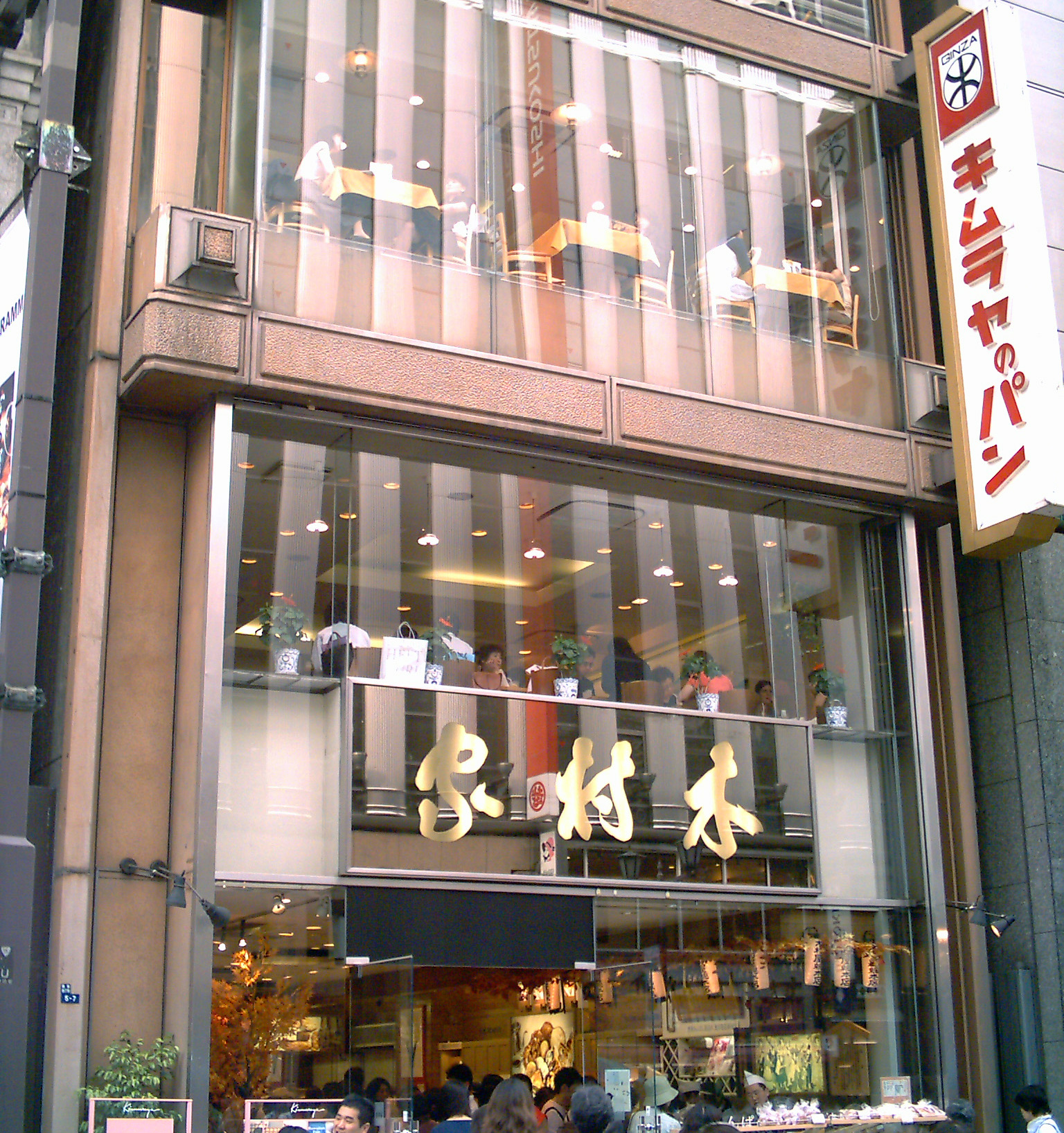
غينزا كيمورايا

آنبان هو خبز حلو من اليابان، يحشى عادة بعجينة الفاصوليا الحمراء. يمكن تحضير أنبان أيضاً بحشوات أخرى بما في ذلك الفاصوليا (شيرو-آن) والفاصوليا الخضراء (أوغويسو-آن) والسمسم (غوما-آن) والكستناء (كوري-آن)

## التاريخ
صنع خبز أنبان لأول مرة عام 1875 في فترة مييجي من قبل رجل يُدعى ياسوبي كيمورا وهوساموراي فقد عمله بتصاعد تأثير الجيش الإمبراطوري وإلغاء نظام هان وحل الساموراي كطبقة اجتماعية. أثناء فترة مييجي أصحبت اليابان تتوجه للطابع الغربي على نحو متزايد، وحصل العديد من الساموراي الذين كانوا قد فقدوا عملهم على أعمال جديدة عليهم كلياً. ومنها مهنة الخباز بطابعها الغربي.
في أحد الأيام، وأثناء تجواله في المنطقة حيث كان العديد من المستخدمين في وظائف غربية، وجد كيمورا ياسوبي شاباً يصنع خبزاً فخطرت له فكرة، وهي أن ينشأ مخبزاً، أسماه بونيدو، عام 1874، انتقل إلى غينزا وسمى مخبزه كيمورايا. في ذلك الوقت، كان ثمة وصفة خبز واحدة معروفة في اليابان وهي الخبز المالح أو الحامض، الذي كان مقبولاً لكافة الأذواق اليابانية. لكن ياسوبي كان يريد صنع خبز مختلف. توصل لطريقة لنفخ الخبز باستخدام الخميرة السائلة، ثم ملء تجويف الخبز بعجينة الفاصوليا واغاشي وباع الأنبان كوجبة خفيفة. كان الأنبان ذا شعبية كبيرة ليس لمذاقه فحسب، بل لشغف اليابانيين بكل شيء جديد أو أجنبي في ذلك الوقت.

## في الثقافة الشعبية اليابانية
في مسلسل الأنمي الرغيف العجيب كان البطل الخارق ذا رأس مصنوع من خبز أنبان.